# 야성의 부름 (영화)
야성의 부름(The Call of the Wild)은 미국에서 제작된 윌리엄 A. 웰먼 감독의 1935년 액션, 모험, 드라마 영화이다. 클라크 게이블 등이 주연으로 출연하였다.

## 출연

### 주연
- 클라크 게이블
- 로레타 영
- 잭 오키